# Derbyshire
Il Derbyshire (pronuncia [dɑrbɨʃər] o [ˈdɑrbɪʃɪər]) è una contea dell'Inghilterra nella regione delle Midlands Orientali.

## Geografia fisica
La contea confina a est con il Nottinghamshire, a nord-est con il South Yorkshire, a nord con il West Yorkshire, a nord-ovest con la Greater Manchester, a ovest con il Cheshire e lo Staffordshire e a sud con il Warwickshire e il Leicestershire.
Il territorio a oriente e a sud è prevalentemente ondulato con larghi tratti pianeggianti specie al sud. La parte centro-occidentale è attraversata dalla catena collinosa dei Pennini e ricade per la maggior parte nel Parco nazionale del Peak District. La massima altitudine è raggiunta con il Peak di 636 metri di altezza. Dai Pennini scende il fiume Derwent che riempie gli invasi sbarrati da dighe della Derwent Reservoir e della 
Ladybower Resorvoir. Il Derwent a valle attraversa Matlock, sede del consiglio di contea e Derby la più grande città della contea. Il Derwent sfocia infine nel fiume Trent che scorre nell'area meridionale. 
Nell'estremo sud il territorio ricade nella National Forest.
Altri centri importanti sono Long Eaton (non lontana da Derby), Chesterfield e Staveley nel nord e Swadlincote nel sud della contea.

## Geografia antropica

### Suddivisioni amministrative
La contea è divisa nei seguenti distretti: High Peak, Derbyshire Dales, South Derbyshire, Erewash, Amber Valley, North East Derbyshire, Chesterfield e Bolsover.
Derby, che è stata storicamente il capoluogo della contea, è un distretto unitario dal 1998 e continua a far parte della contea per funzioni cerimoniali.

#### Suddivisioni
|  | 1. High Peak 2. Derbyshire Dales 3. South Derbyshire 4. Erewash 5. Amber Valley 6. North East Derbyshire 7. Chesterfield 8. Bolsover 9. Derby (autorità unitaria) |

## Amministrazione

### Gemellaggi
La contea di Derbyshire è gemellata con:
- Provincia di Ascoli Piceno

## Monumenti e luoghi d'interesse
- Barlborough Hall, edificio storico costruito a partire dal 1583
- Bradbourne Hall
- Calke Abbey
- Carsington Reservoir
- Chatsworth House, residenza di campagna
- Codnor Castle
- Derwent Reservoir, lago artificiale nel Peak District
- Ednaston Manor
- Haddon Hall
- Hardwick Hall
- Heights of Abraham, parco raggiungibile in cabinovia da Matlock
- Howden Reservoir
- Ilam Hall
- Kedleston Hall
- Kinder Scout
- Ladybower Reservoir
- Longdendale chain, serie di laghi artificiali
- Longdendale Trail, sentiero
- Mam Tor
- Mulini della valle del Derwent, Patrimonio dell'Umanità dell'UNESCO
- National Tramway Museum, a Crich
- National Stone Centre, a Wirksworth
- Nine Ladies Stone Circle
- Odin Mine, resti archeologici di una miniera di piombo
- Ogston Reservoir, lago artificiale alimentato da una diga sul fiume Amber
- Peveril Castle
- Renishaw Hall, residenza di campagna del XVII secolo
- Riber Castle
- Speedwell Cavern
- Sudbury Hall, residenza di campagna costruita negli anni sessanta del XVII secolo
- Sutton Scarsdale Hall
- Well dressing, antica dogana
- Wingfield Manor

## Galleria d'immagini

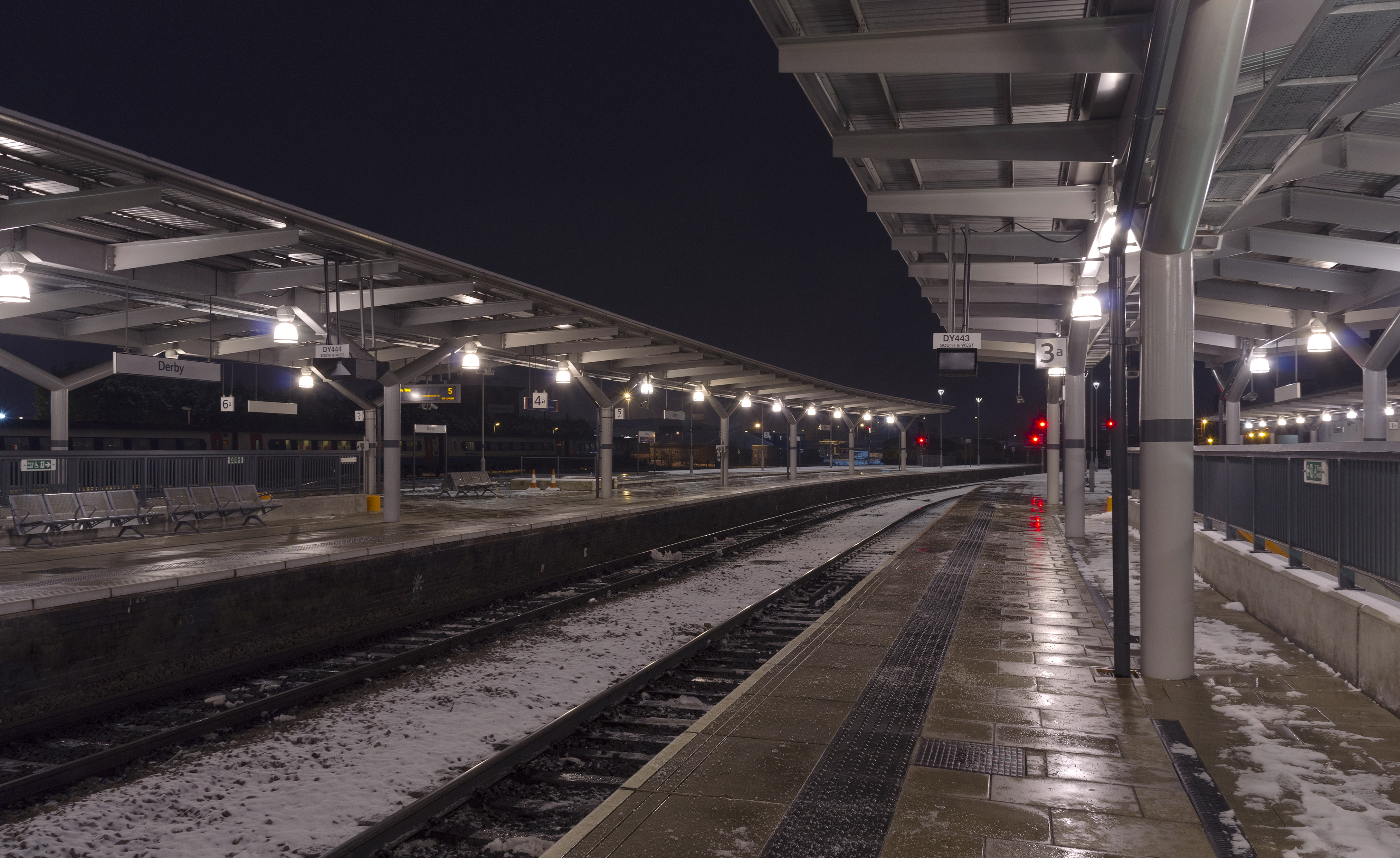
Stazione di Derby alle sette del mattino
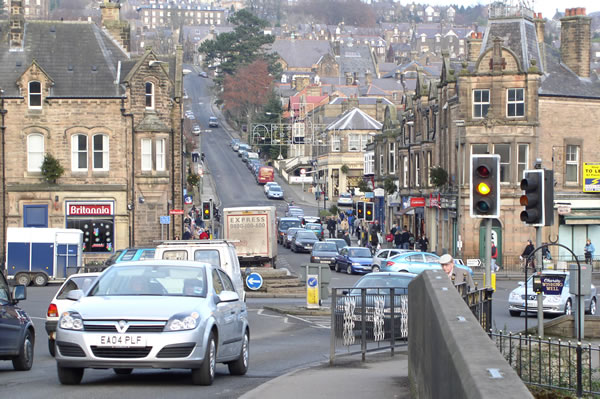
Il centro di Matlock
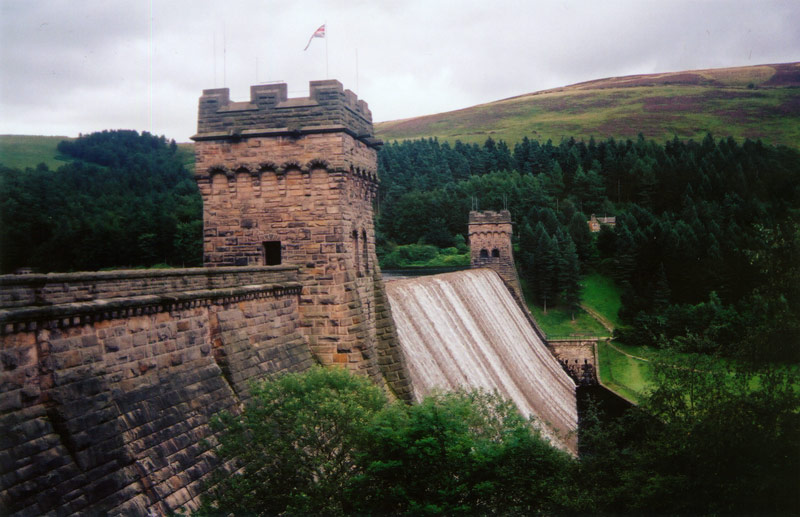
Diga sul fiume Derwent
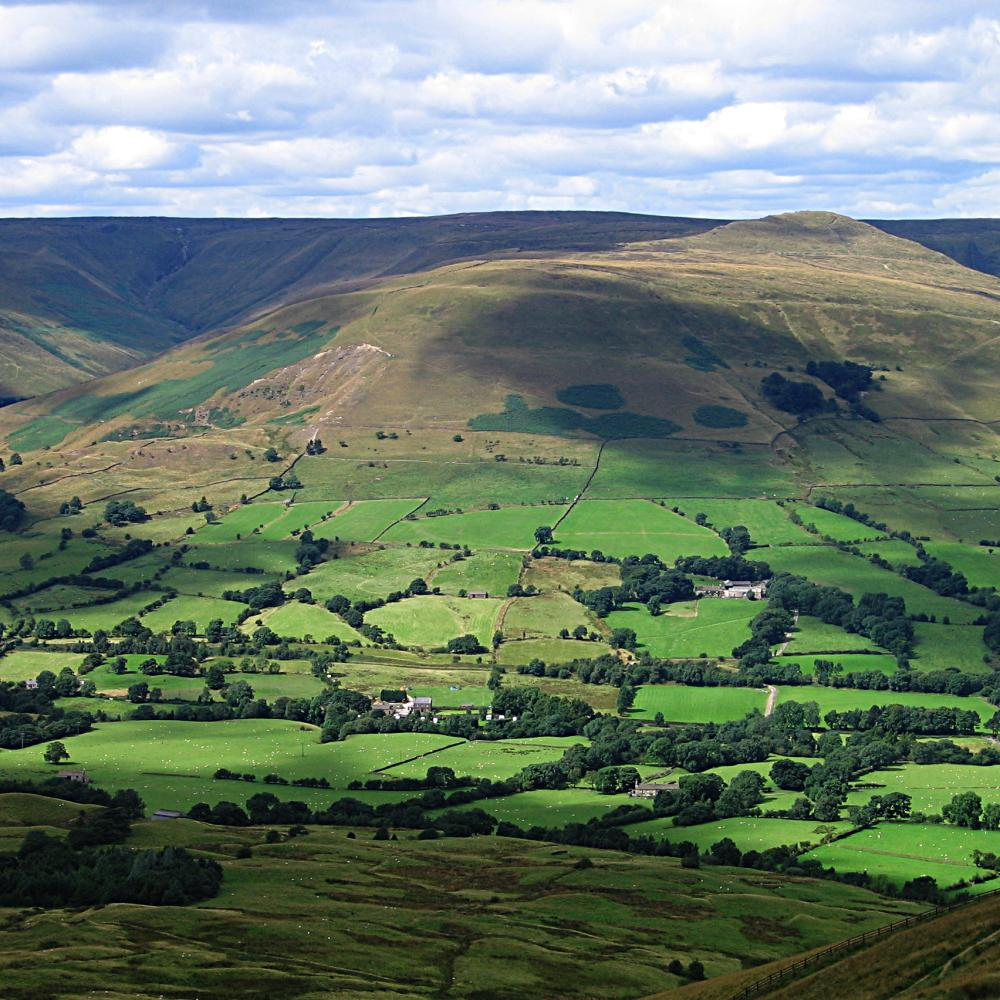
La valle di Edale vista dal Mam Tor
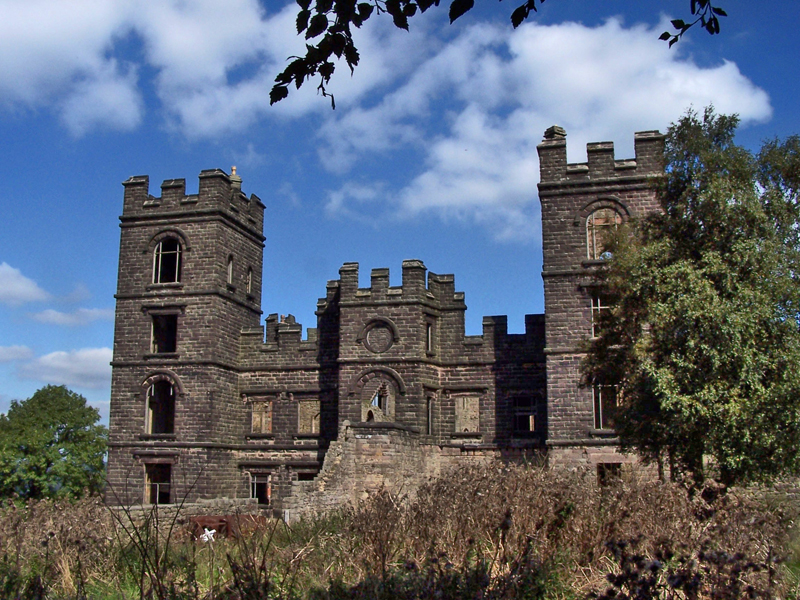
Riber Castle